# 聲生不息·家年華
《聲生不息·家年華》为芒果TV、湖南卫视所製作的音樂真人實境秀節目，為《聲生不息》系列繼「港樂季」、「寶島季」後的第三季節目，由國家廣播電視總局網絡視聽節目管理司指導。與前兩季類似，節目邀請到來自中國大陸、香港、臺灣的歌手重新演繹華語樂壇的經典流行金曲。
芒果TV于2023年12月2日12:00开播，湖南卫视于2023年12月2日22:00开播，無綫電視J2于2023年12月17日19:30开播。

## 节目风格
来自两岸三地的歌手不再是“两大战队”，而是两大“家族”，以“家年华”为主题：
- 家：汇聚华语乐坛老中青三代歌手，组成中华大家庭；
- 年：唱响反应不同时代精神的金曲；
- 华：唱响中华儿女情怀；

“家年华”由此而来。

## 参与歌手

### 常驻嘉宾
本季节目共邀请12位歌手担任常驻嘉宾，包括了横跨不同年龄段和出道时间的的歌手：
孙楠、韩红、黄绮珊、古巨基、陈楚生、王心凌、谭维维、胡彦斌、郁可唯、汪苏泷、周深、宋亚轩

### 飞行嘉宾
- 首演︰毛阿敏、張淇
- 第一輪競演︰額爾古納樂隊、彈殼
- 第二輪競演︰容祖儿、韦礼安
- 第三輪競演︰魏如萱、炎明熹
- 第四輪競演︰张碧晨、袁娅维
- 新春特辑︰李斯丹妮、袁咏琳、许靖韵、魏巡、王靖雯
- 金曲盛典︰单依纯、杨坤

## 賽制詳情

### 先导片
《声生不息·家年华》先导片于2023年12月1日在芒果TV上线。

### 第一期
首期为声生不息首演（上半场），于北京时间2023年11月22日录制，于12月2日首播。本节目中以时间线为索引的年代小片，通过亲历者、见证者、传承者，讲述百年华语音乐的发展历程。歌手们演唱了不同时代的歌曲，从上个世纪三十年代的大上海时代曲，唱到九十年代的春晚金曲，以及不同时代的影视歌曲：

### 第二期
本期为声生不息首演（下半场），于北京时间2023年11月22日录制，于12月9日播出。本期节目接续上一期，回顾了2000年至今中国大陆流行音乐的发展历程，歌手们演唱了相对应的歌曲。

### 第三期
本期为声生不息第一轮竞演（上半场），于北京时间2023年12月6日录制，于12月16日播出。节目开启竞演模式，嘉宾们分为两大家族：
葫芦七兄弟和五朵金花。两个家族各自带来五首歌曲组成的迷你演唱会进行比拼，通过观众投票决定基础分，而开始前押胜负决定附加分。

### 第四期
本期为声生不息第一轮竞演（下半场），于北京时间2023年12月6日录制，于12月23日播出。本期节目竞演模式接续上一期，五朵金花与
葫芦七兄弟通过抽签各自分为三组，进行一对一比拼，同样通过观众投票决定基础分，而开始前押胜负决定附加分。未抽到比拼签的两位嘉宾合唱，不参与评分。获胜的队伍可以与观众大合唱一首歌曲。节目最终评选出两首金曲及一首大合唱歌曲加入“声生金曲唱片”。
2023年12月18日，甘肃发生地震，韩红奔赴灾区抗震救灾，缺席第二轮竞演的录制。参与第二轮竞演录制的嘉宾们临时增加了大合唱《让世界充满爱》，剪辑到本期最后播出，为抗震救灾加油。
本期奖项：
- 上半场最佳金曲：孙楠、陈楚生《无名的人》
- 下半场最佳金曲：韩红《鹿港小镇》
- 观众合唱金曲：五朵金花《New Boy》

### 第五期
本期为声生不息第二轮竞演（上半场），于北京时间2023年12月21日录制，于12月30日播出。本次以迷你演唱会的形式对战，五朵金花家族以「爱人啊」为主题，葫芦七兄弟家族则是以「撒·野音乐节」（由汪苏泷任总导演）比拼。观众投票决定基础分，比赛前各队押分决定附加分。最终葫芦七兄弟家族以95+20：91的比分取得了上半场的胜利。

### 第六期
本期为声生不息第二轮竞演（下半场），于北京时间2023年12月21日录制，于2024年1月6日播出。王心凌与周深率先搭档表演《睫毛弯弯》，将音乐游戏中动画人物的动作融入舞曲，此曲不参与比赛。随后两队各出三首歌进行一对一对决。同样是观众投票决定基础分，比赛前各队押分决定附加分。最终葫芦七兄弟家族取得了本轮竞演的胜利，获得了与全场观众合唱金曲的机会。
本期奖项：
- “葫芦七兄弟”挚爱歌曲：《阿果》谭维维
- “五朵金花”挚爱歌曲：《但求疼》孙楠、胡彦斌、容祖儿
- 合唱金曲：《快乐老家》葫芦七兄弟+容祖儿+全场

### 第七期
本期为声生不息第三轮竞演（上半场），于北京时间2024年1月4日录制，于1月13日播出。本次以迷你演唱会的形式对战，五朵金花家族以「限时快乐」为主题，葫芦七兄弟家族则是以「我在你身边」（由胡彦斌任总导演）比拼。

### 第八期
本期为声生不息第三轮竞演（下半场），于北京时间2024年1月4日录制，于1月20日播出。

### 第九期
本期为声生不息第四轮竞演（上半场），于北京时间2024年1月16日录制，于1月27日播出。

### 第十期
本期为声生不息第四轮竞演（下半场），于北京时间2024年1月16日录制，于2月3日播出。

### 第十一期
本期为声生不息新春特辑，于北京时间2024年1月10日录制，于2月10日（大年初一）播出。

### 第十二期
本期为声生不息金曲盛典，于北京时间2024年2月2日录制，于2月17日播出。
本期奖项：
- 荣耀家庭：葫芦七兄弟
- 金曲之星：孙楠
- 匠心音乐人：韩红
- 音源之星：汪苏泷
- 潜力新人奖：宋亚轩
- 卓越贡献奖：谭维维、胡彦斌
- 品质舞台奖：陈楚生、郁可唯
- 友爱之星：古巨基、王心凌
- 创新突破奖：黄绮珊、周深
- 微博网友挚爱合作金曲：周深、宋亚轩《桃花诺》；陈楚生、谭维维《胡广生》；谭维维、周深《听》

### 第十三期
本期为声生不息新春家年华，于北京时间2024年1月10日录制，于2月24日（元宵节）播出。

### 第十四期
本期为回顾往期竞演舞台，及胡彦斌、汪苏泷的新歌首唱。于2024年3月2日播出。

## 新歌首唱《听》
第九期节目中播出的由谭维维与周深合唱的歌曲《听》，是一首全新创作的歌曲，唱的一对聋哑夫妇及他们孩子的暖心故事，从创作到录制一共用了十天时间。新华社、央视网、新华网等媒体评论：“歌声传递爱的能量”，“歌词更是直击人心”，“世界无声但爱震耳欲聋”。歌曲播出后同时获得酷狗音乐及QQ音乐两个榜单的周榜冠军。

## 收视及反响
本节目获得国家广电总局、人民日报、新华社、光明日报、中国日报、环球时报、工人日报、中国青年报、瞭望、新华网等58+权威媒体及机构累计推荐115次。
根据中国视听大数据，《聲生不息·家年華》收视表现优异，到数据发布时播出的三期均位列同时段地方卫视节目收视率第1，作为晚间档首播平均收视率0.383%。
根据CSM64，前五期首播收视率分别为1.687、2.222、2.040、1.741、1.987，五期市场份额均在17.4%以上。
根据湖南省网络视听协会，到数据发布时播出的第一期节目收视竞争力强劲、稳居省卫第1，CSM全国网首播收视率0.58，份额8.06%，排名所有上星频道第1，份额是同时段第2频道的2.15倍；网络热度方面，第一期节目共收获全端热搜497个，其中微博主榜热搜31个，登顶猫眼全网热度榜、云合全舆情热度榜，官方万赞短视频16个，其中《山河图》《英雄赞歌》《跟着你到天边》等舞台获网友热评。
根据美兰德传播咨询，《聲生不息·家年華》多次位于电视综艺融合传播指数榜首位。
根据新浪微博一周综艺报告，《聲生不息·家年華》第一期播出后，占据当周节目话题篇TOP1、节目短视频篇TOP1、节目全站讨论篇TOP1。
第一期节目中周深演唱的《跟着你到天边》、宋亚轩演唱的《把耳朵叫醒》分别在酷狗音乐、QQ音乐综艺新歌榜周榜获得冠军的位置，另外亦有多首歌曲位居前十。第二期歌曲在酷狗音乐、QQ音乐综艺新歌榜周榜霸榜，前十占八，其中汪苏泷演唱的《爱丫爱丫》获得了双榜冠军。第三期播出后继续霸榜，前十占九，其中周深与宋亚轩合唱的《桃花诺》获得酷狗音乐综艺新歌榜周榜冠军，汪苏泷演唱的《爱丫爱丫》蝉联QQ音乐综艺新歌榜周榜冠军。
根据华西证券发布的传媒行业周报，《声生不息·家年华》稳居2023年第48周、49周、50周、51周综艺排名第一或第二的位置。
根据云合数据，《聲生不息·家年華》2023年12月在全网综艺正片有效播放市占率3.6%，位居月榜第四位。
香港新聞媒體香港01曾經以「炎明熹強勢回歸-聲生不息-古巨基遭網民調侃-乜緣份到咗啦咩」作標題，報導古巨基被網民調侃，曾開演唱會而未有邀請無線電視藝人一事，但該新聞很快被取消。

## 外部連結
- 聲生不息·家年華在华语音乐百科上的條目（節目列表）